# DSL 모뎀

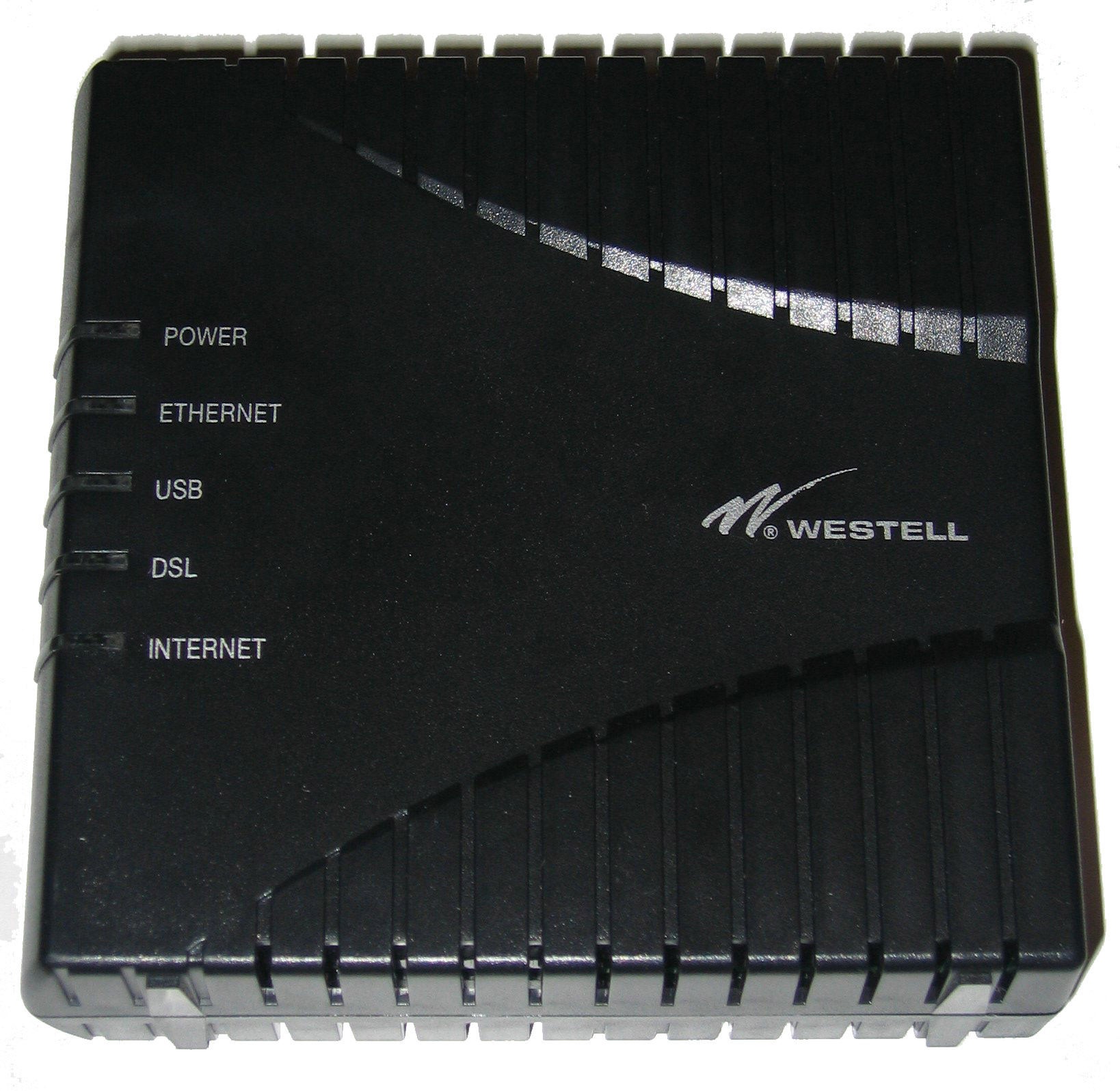
웨스텔 모델 6100 AXXDSL DSL 라우터

디지털 가입자 회선(DSL) 모뎀은 컴퓨터나 라우터를 전화선에 연결하는 데 사용되는 장치로, 인터넷 연결을 위한 디지털 가입자 회선(DSL) 서비스를 제공하며, 이는 흔히 DSL 광대역이라고 불린다. 모뎀은 이더넷 포트, USB 포트 또는 컴퓨터 PCI 버스 슬롯에 설치되어 단일 컴퓨터나 라우터에 연결된다.
더 흔한 DSL 라우터는 DSL 모뎀과 라우터의 기능을 결합한 독립형 장치로, 여러 이더넷 포트 또는 내장된 무선 액세스 포인트를 통해 여러 컴퓨터를 연결할 수 있다. 가정용 게이트웨이라고도 불리는 DSL 라우터는 일반적으로 가정이나 소규모 사무실 네트워크에서 DSL 서비스의 연결 및 공유를 관리한다.
다양한 DSL 라우터와 모뎀은 서로 다른 DSL 기술 변형을 지원한다: VDSL, SDSL, ADSL.

## 설명
DSL 라우터는 표준 가입자 전화선에 연결하기 위한 레지스터드 잭11 잭이 있는 상자로 구성된다. 컴퓨터나 프린터에 연결하여 로컬 네트워크를 생성하기 위한 이더넷 케이블용 레지스터드 잭45 잭이 여러 개 있다. 일반적으로 USB 케이블을 통해 컴퓨터에 연결하는 데 사용할 수 있는 USB 잭도 있어서 이더넷 포트가 없는 컴퓨터에도 연결할 수 있다. 무선 DSL 라우터에는 무선 액세스 포인트 역할을 할 수 있는 안테나도 있어서 컴퓨터가 무선 네트워크를 형성하여 연결할 수 있다. 전원은 일반적으로 벽면 콘센트 변압기에서 나온 코드로 공급된다.
일반적으로 DSL 통신 링크의 상태를 표시하는 일련의 LED 상태 표시등이 있다.
- 전원 표시등 - 모뎀이 켜져 있고 전원이 공급되고 있음을 나타낸다.
- 이더넷 표시등 - 각 이더넷 잭 위에 표시등이 있으며, 안정된 (또는 때로는 깜박이는) 표시등은 해당 컴퓨터나 장치에 대한 이더넷 링크가 작동하고 있음을 나타낸다.
- DSL 표시등 - 안정된 표시등은 모뎀이 로컬 전화 교환기(DSLAM)의 장비와 연결되어 전화선을 통한 DSL 링크가 작동하고 있음을 나타낸다. ADSL2+ 본딩을 지원하는 최신 모뎀은 각 회선에 대해 하나의 표시등을 갖는다.[1]
- 인터넷 표시등 - 안정된 표시등은 IP 주소와 동적 호스트 구성 프로토콜이 초기화되고 작동하고 있으며 시스템이 인터넷에 연결되어 있음을 나타낸다.
- 무선 표시등 - (무선 DSL 모뎀에만 해당) 무선 네트워크가 초기화되고 작동하고 있음을 나타낸다.

많은 라우터는 장치 구성 및 상태 보고를 위해 로컬 네트워크에 내부 웹 페이지를 제공한다. 대부분의 DSL 라우터는 고객이 직접 설치하도록 설계되었으며, 이를 위해 설치 프로그램이 포함된 CD 또는 DVD가 제공된다. 이 프로그램은 DSL 서비스도 활성화할 수 있다. 라우터에 전원을 공급하면 로컬 네트워크와 DSL 링크가 초기화되는 데 몇 분이 걸릴 수 있으며, 일반적으로 상태 표시등이 녹색으로 바뀌면서 표시된다. 컴퓨터의 사용 가능한 PCI 카드 슬롯에 꽂는 PCI DSL 모뎀도 있다.

## 기술

### DSL 개념
공중 교환 전화망, 즉 전화 통화를 한 전화에서 다른 전화로 전송하는 교환기, 기간망, 앰프 및 스위치 네트워크는 음성 주파수 신호를 전송하도록 설계되었으며, 따라서 대역폭이 3.4 kHz로 제한된다. DSL 이전에는 음성 대역 모뎀이 이 대역폭 내의 오디오 주파수로 전화망을 통해 정보를 전송했으며, 이는 데이터 전송 속도를 약 56 kbit/s로 제한했다. 그러나 전화기를 로컬 전화 교환기(전화 교환기)에 연결하는 구리선인 가입자 루프는 실제로는 몇 메가헤르츠까지 훨씬 넓은 주파수 대역을 전달할 수 있다. 이 용량은 일반 전화 서비스에서는 사용되지 않는다. DSL은 이러한 더 높은 주파수를 사용하여 DSL 모뎀과 로컬 교환기 사이에서 디지털 데이터를 전송하며, 일반 전화 서비스를 방해하지 않는다. 로컬 교환기에서 데이터는 고객의 전화선과 인터넷 회선 사이에서 직접 전송되므로 DSL 신호는 전화망 자체를 통과하지 않는다. 연결을 시작하기 위해 전화번호를 다이얼할 필요가 없다. DSL 연결은 모뎀이 켜져 있을 때 항상 "켜져 있다".

### 데이터 전송
DSL 모뎀과 통신하는 로컬 교환기의 장치는 디지털 가입자 회선 액세스 다중화기(DSLAM)라고 불리며, 이는 인터넷에 직접 연결된다. 로컬 교환기는 DSL 서비스를 제공하기 위해 이러한 장비를 갖추어야 한다.
ADSL을 사용하면 모뎀과 DSLAM은 주파수 분할 다중화의 한 형태인 이산 다중 톤 변조(DMT)라고 불리는 프로토콜로 통신한다. 모뎀은 일반 전화 서비스를 방해하지 않도록 8 kHz 이상의 주파수만 사용한다. 8 kHz와 약 1 MHz 사이의 회선 대역폭은 각 4 kHz 너비의 247개의 별도 채널로 나뉜다. 별도의 반송파 신호는 각 채널의 정보를 전달한다. 따라서 시스템은 247개의 별도 모뎀이 동시에 작동하는 것처럼 작동한다. 들어오는 디지털 데이터의 비트는 분할되어 채널을 통해 병렬로 전송된다. 각 데이터 스트림은 노이즈로 인한 사소한 비트 오류를 수신 끝에서 수정할 수 있도록 오류 수정 코드를 사용하여 전송된다. 대부분의 채널은 단방향으로, DSLAM에서 모뎀으로 다운로드 데이터를 전달하지만, 저주파 끝에 있는 일부는 양방향으로, 더 적은 양의 업로드 트래픽을 전달한다. 모뎀은 각 채널의 전송 품질을 지속적으로 모니터링하며, 품질이 너무 떨어지면 다른 채널로 신호를 이동시킨다. 모뎀은 최상의 전송 속도를 찾기 위해 채널 간에 데이터를 지속적으로 이동시킨다. 따라서 간섭이나 품질이 낮은 회선은 일반적으로 전송을 방해하지 않고 모뎀의 데이터 전송 속도를 저하시킬 뿐이다.
예를 들어, 웹 페이지를 다운로드할 때 웹 페이지 데이터 패킷은 광섬유 인터넷 회선을 통해 서버 컴퓨터에서 이웃 전화 교환기의 DSLAM으로 직접 이동한다. DSLAM에서 최대 247개의 병렬 데이터 스트림으로 분할된다. 각 스트림은 별도의 변조 신호로 변조되어 가입자의 전화선을 통해 DSL 모뎀으로 별도의 주파수 채널로 전송된다. 모뎀은 반송파를 복조하여 각 반송파 신호에서 데이터 스트림을 추출하고, 오류 수정을 수행하며, 데이터를 올바른 순서로 다시 결합하고, 이더넷 회선을 통해 컴퓨터로 전송하거나 무선(와이파이) 네트워크의 경우 라디오 신호로 전송한다.

### 데이터 속도 및 액세스
대부분의 소비자 DSL 회선은 비대칭 디지털 가입자 회선(ADSL)의 여러 변형 중 하나를 사용한다. "비대칭"은 회선의 더 많은 대역폭이 다운스트림(다운로드) 데이터보다 업스트림(업로드) 데이터에 할당되어 다운로드 속도가 업로드 속도보다 빠르다는 것을 의미한다. 이는 대부분의 사용자가 업로드하는 것보다 훨씬 많은 양의 데이터를 다운로드하기 때문이다. 전화선은 이러한 고주파 신호를 전달하도록 설계되지 않았기 때문에 DSL은 거리에 민감하다. 교환기에서 멀리 떨어져 있을수록 전화선이 길어지고 신호가 약해지며 모뎀이 달성할 수 있는 데이터 속도가 낮아진다. 도시에서 교환기 근처에 있는 사용자는 최대 24 Mbit/s의 더 높은 속도 서비스에 액세스할 수 있다. ADSL의 거리 제한은 18,000피트(5.5 km 또는 3.4마일)이다. 그러나 전화 회사가 전화선에 설치한 로딩 코일 및 브리지 탭과 같은 다른 장치는 신호를 차단하고 특정 전화선을 DSL 서비스에서 제외시킬 수 있다.

### 필터
DSL 신호가 간섭을 일으킬 수 있는 전화기, 자동 응답기, 팩스 및 기타 장치의 전화선으로 유입되는 것을 방지하기 위해 DSL 모뎀에는 동일 회선에서 모든 음성 대역 장치로 연결되는 전화선에 꽂아야 하는 저대역 통과 필터가 함께 제공된다. 필터는 4 kHz 이상의 모든 주파수를 차단하므로 DSL 신호를 차단하는 동시에 음성 주파수 신호는 통과시킨다. DSL 모뎀으로 연결되는 전화선에는 필터를 삽입해서는 안 된다. 모뎀과 교환기 사이의 통신을 차단하기 때문이다.

## 음성 대역 모뎀과의 비교
DSL 모뎀은 디지털 가입자 회선 액세스 다중화기(DSLAM)로 전송하기 위해 고주파 톤을 변조하고, DSLAM에서 수신하여 복조한다. 이는 20세기 후반의 주류였던 음성 대역 모뎀과 근본적으로 동일한 목적을 수행하지만 중요한 측면에서 다르다.
- DSL 모뎀은 음성 대역 모뎀보다 최소 10~20배 빠른 속도로 데이터를 전송한다.
- DSL은 전화선에서 일반 전화 통화를 방해하지 않으며, 연결을 시작하기 위해 전화번호를 다이얼할 필요가 없다. 항상 "켜져 있다". 음성 대역 모뎀은 연결을 시작하기 위해 전화번호를 다이얼하며, 연결된 동안에는 전화선을 일반 전화 서비스에 사용할 수 없다.
- DSL 모뎀의 가장 흔한 형태인 DSL 라우터는 컴퓨터 외부 장치이며 컴퓨터의 이더넷 포트 또는 USB 포트에 유선으로 연결되는 반면, 음성 대역 모뎀은 일반적으로 컴퓨터 자체의 후면 PCI 버스 슬롯에 설치되는 내부 장치이다. 내부 DSL 모뎀은 드물지만 사용할 수 있다.
- 마이크로소프트 윈도우 및 기타 운영체제는 음성 대역 모뎀을 컴퓨터 하드웨어의 일부로 간주하며, 마우스 또는 하드 디스크와 같은 컴퓨터 하드웨어의 다른 부분과 유사하게 윈도우 제어판을 통해 구성된다. 반면, DSL 라우터는 LAN(근거리 통신망)의 별도 노드로 간주된다. DSL 모뎀은 수동 구성이나 주의가 거의 필요하지 않지만, 필요한 경우 웹 브라우저를 사용하여 액세스할 수 있다. 라우터는 일반적으로 라우터 설명서에 나와 있는 IP 주소를 브라우저 주소 표시줄에 입력하여 액세스하는 웹페이지가 있으며, 이를 통해 무선망의 암호 변경, 라우터의 방화벽 조정 등 다양한 기술적 변경을 할 수 있다.
- USB로 연결된 외부 DSL 모뎀의 경우 마이크로소프트 윈도우 및 기타 운영체제는 일반적으로 이를 네트워크 인터페이스 컨트롤러로 인식한다.
- 내부 DSL 모뎀의 경우 마이크로소프트 윈도우 및 기타 운영체제는 음성 대역 모뎀에 제공되는 것과 유사한 인터페이스를 제공한다. 이는 향후 CPU 속도가 증가함에 따라 내부 DSL 모뎀이 더 주류가 될 수 있다는 가정을 기반으로 한다.
- DSL 모뎀은 0~4 kHz의 음성 서비스를 방해하지 않기 위해 25 kHz에서 1 MHz 이상의 주파수를 사용한다( 비대칭 디지털 가입자 회선 참조). 음성 대역 모뎀은 일반 전화기와 동일한 주파수 스펙트럼을 사용하며 음성 서비스를 방해한다. 음성 대역 모뎀이 사용 중인 회선에서는 일반적으로 전화 통화를 할 수 없다. 단일 전화선은 일반적으로 DSL과 음성을 모두 전달하기 때문에 DSL 필터는 두 가지 용도를 분리하는 데 사용된다.
- DSL 모뎀은 초당 수백 킬로비트에서 수십 메가비트까지 데이터 속도가 다양하며, 음성 대역 모뎀은 명목상 56k 모뎀이며 실제로 약 50 kbit/s로 제한된다.
- DSL 모뎀은 유선으로 연결된 DSLAM과만 데이터를 교환하며, 이는 다시 인터넷에 연결된다. 반면 대부분의 음성 대역 모뎀은 전 세계 어디든 직접 다이얼할 수 있다.
- DSL 모뎀은 특정 프로토콜을 위해 설계되었으며 때로는 같은 회사에서 나온 다른 회선에서도 작동하지 않는 반면, 대부분의 음성 대역 모뎀은 국제 표준을 사용하며 작동하는 표준을 "폴백"하여 찾을 수 있다.

이러한 차이점 대부분은 DSL의 더 빠른 속도와 컴퓨터가 온라인 상태일 때도 전화기를 사용할 수 있다는 점을 제외하고는 소비자에게 별로 중요하지 않다.

## 하드웨어 구성 요소

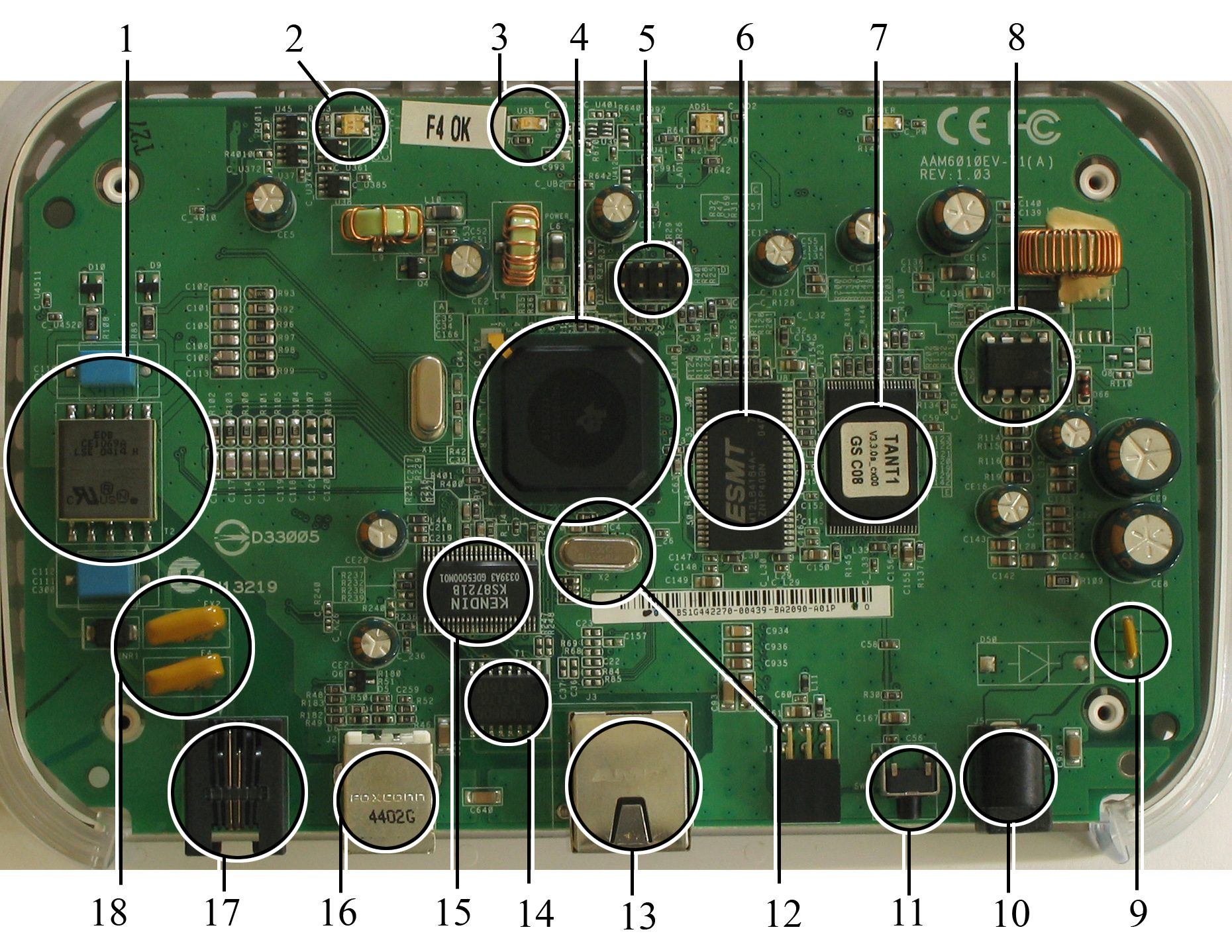
ADSL 모뎀 라우터 내부 라벨

기술이 발전함에 따라 여러 칩에서 제공되는 기능이 하나의 칩으로 통합될 수 있다. 더 높은 수준의 통합은 다른 컴퓨터 하드웨어와 마찬가지로 DSL에도 이점을 가져왔다. DSL 모뎀은 작동을 위해 다음이 필요하다. 회로 기판에 무엇이 있고 어떻게 배열되는지는 기술 발전에 따라 달라질 수 있다.
- 전원 공급 장치
- 데이터 연결 및 전원 회로(예: USB, 이더넷, PCI)
- DSL 디지털 데이터 펌프
- DSL 아날로그 칩 및 라인 드라이버
- 마이크로컨트롤러
- 필터

## 서비스 기능
DSL 서비스에 연결하는 것 외에도 많은 모뎀은 추가 통합 기능을 제공하여 가정용 게이트웨이를 형성한다.
- 802.11n 또는 802.11ac 무선 액세스 포인트
- DNS (도메인 네임 시스템) 캐싱, 인터넷의 DNS 서버에 쿼리하는 릴레이 또는 프록시 DNS 캐시
- 동적 호스트 구성 프로토콜 (DHCP) 서버
- 단일 IPv4 주소를 공유하기 위한 네트워크 주소 변환(NAT)을 포함하는 라우팅 기능.
- 내장 네트워크 스위치 (일반적으로 4개 포트)
- QoS(사용자 간 데이터 흐름에 대한 우선 순위 제어)를 포함한 Voice over IP 기능
- 가상 사설망 종료

## 같이 보기
- 홈 네트워킹
- 가정용 게이트웨이
- 레지스터드 잭